# 科洛索
科洛索是哥倫比亞的城鎮，位於該國北部，由蘇克雷省負責管轄，距離首府辛塞萊霍42公里，始建於1771年，面積137平方公里，海拔高度137米，2005年人口6,013。

## 外部連結
- （西班牙文） Gobernacion de Sucre - Colosó
- （西班牙文） Colosó official website

9°30′N 75°21′W / 9.500°N 75.350°W